# Indore (furstendöme)

Det marathiska indorerikets flagga

I område kring staden Indore eller i nuvarande indiska delstaten Madhya Pradesh låg under forntiden riket Malwa. 
Ett självständigt rike grundades i Indore 1728, och detta rike styrdes av en  marathaätt (Holkar) ända till den indiska självständigheten 1947. 1903 utnämndes maharajan Raj Rajeshwar Sawai Shri Sir Tukoji Rao III Holkar XIII Bahadur av britterna till fältmarskalk, som bara en av två inhemska furstar under brittisk tid i Indien. Den andre personen som fick denna hedersbetygelse var följande Indore-raja Raj Rajeshwar Sawai Shri Yeshwant Rao II Holkar XIV Bahadur, 1926. Den förste holkarhärskaren hade varit en fårfarmare, som utmärkt sig på slagfältet och därför fick detta område i förläning av marathahärskaren "peshwan".